# Oreocryptophis porphyraceus
Oreocryptophis porphyraceus — вид змій родини полозових (Colubridae). Мешкає в Південно-Східній Азії. Це єдиний представник монотипового роду Oreocryptophis.

## Підвиди
Виділяють шість підвидів:
- Oreocryptophis porphyraceus porphyraceus (Cantor, 1839) — від Північно-Східної Індії до В'єтнаму;
- Oreocryptophis porphyraceus coxi (Schulz & Helfenberger, 1998) — північний захід Таїланду;
- Oreocryptophis porphyraceus laticinctus (Schulz & Helfenberger, 1998) — Малайський півострів, Суматра;
- Oreocryptophis porphyraceus kawakamii (Oshima, 1911) — Тайвань;
- Oreocryptophis porphyraceus pulchra (Schmidt, 1925) — Китай;
- Oreocryptophis porphyraceus vaillanti (Sauvage, 1876) — Китай, В'єтнам.

## Поширення й екологія
Oreocryptophis porphyraceus мешкають у Північно-Східній Індії, Бутані, Непалі, М'янмі, Таїланді, В'єтнамі, Лаосі, Камбоджі і Китаї, на Тайвані, в горах Малайського півострова і Суматри. Вони живуть у лісах на чагарниках та на луках, на висоті від 25 до 2600 м над рівнем моря. Живляться дрібними безхребетними, відкладають яйця, в кладці 7 яєць.